# Rosario Ferré
Rosario Ferré Ramírez de Arellano (Ponce, Puerto Rico, 28 de septiembre de 1938 - San Juan, Puerto Rico, 18 de febrero de 2016) fue una escritora y poeta puertorriqueña.

## Biografía
Rosario Ferré nació en Ponce,Puerto Rico. Fue hija de una de las familias más adineradas de Puerto Rico. Sus padres fueron Lorenza Ramírez de Arellano y Bartoli y Luis A. Ferré Aguayo, quien fuera gobernador de Puerto Rico entre 1968 y 1972. Realizó sus estudios primarios en Ponce. A los trece años, se mudó a Wellesley (Massachusetts), en donde asistió a la Dana Hall School.
Ferré empezó a escribir profesionalmente a los 14 años, publicando artículos en el periódico puertorriqueño El Nuevo Día. Luego de graduarse de secundaria, Ferré viajó a los Estados Unidos, en donde obtuvo un Bachelor of Arts en Inglés y Francés en el Manhattanville College.
Ferré regresó a Puerto Rico en los años 1970 y se matriculó en la Universidad de Puerto Rico donde obtuvo su maestría en español y estudios latinoamericanos. Durante este periodo, fundó la revista Zona de Carga y Descarga junto a su prima Olga Nolla. La revista se dedicó a publicar autores nuevos únicamente y a promover las ideas del movimiento independentista. Ferré también publicó una biografía de su padre y varios poemas y escribió una columna en el periódico El Mundo. Ferré obtuvo un PhD de la Universidad de Maryland. Su tesis se tituló "La filiación romántica de los cuentos de Julio Cortázar".
Ferré también fue profesora en la Universidad de Puerto Rico y contribuyó con el ya desaparecido periódico The San Juan Star, un periódico puertorriqueño en inglés. También ha sido profesora invitada en la Rutgers University y la Universidad Johns Hopkins.
Durante su juventud, Ferré fue partidaria de la independencia de la isla, a pesar de que su padre apoyaba la estadidad. Sin embargo, posteriormente, Ferré cambió de opinión y empezó a apoyar la estadidad. 

### Vida personal
Luego de terminar sus estudios, Ferré se casó con el empresario Benigno Trigo González, con quien tuvo tres hijos: Rosario Lorenza, Benigno y Luis Alfredo. La pareja se divorció después de diez años de matrimonio. Mientras estudiaba en el Departamento de Estudios Hispánicos de la Universidad de Puerto Rico, conoció a su segundo esposo, Jorge Aguilar Mora (1946), un profesor y escritor mexicano. Sin embargo, el matrimonio solo duró unos pocos años. Mientras estudiaba en la Universidad de Maryland, conoció a Agustín Costa Quintano, un arquitecto puertorriqueño, quien se convertiría en su tercer esposo. Ambos se mudaron a Puerto Rico.

## Reconocimientos
Ferré recibió numerosos reconocimientos por su labor. En 1974, ganó el concurso de cuentos del Ateneo Puertorriqueño. En 1992, ganó el Liberturpries en la Feria del Libro de Fráncfort. En 1997, recibió un doctorado honorario de la Universidad Brown. En 2009, recibió la medalla en la categoría de literatura en los Premios Nacionales de Cultura del Instituto de Cultura Puertorriqueña (ICP).

## Obras

### Novela ficción
- La extraña muerte del Capitancito Candelario (2002)
- El Vuelo del Cisne (2001)
- Vecindarios excéntricos (1998)
- La casa de la laguna (1995)
- La Batalla de Las Vírgenes (1994)
- Sonatinas (1989)
- Maldito Amor (1989)
- El Medio Pollito (1981)
- La mona que le pisaron la cola (1981)
- Papeles de Pandora (1976)
- El cuento envenenado (1976)
- La muñeca menor (1976)

### Ensayos
- Las Puertas del Placer (2005)
- A la sombra de tu nombre (2001)
- Destiny, Language, and Translation; or, Ophelia Adrift in the C & O Canal (1991)
- El Coloquio de las Perras (1991)
- Cortázar: El Romántico en su Observatorio (1991)
- El árbol y sus sombras (1990)
- El Acomodador: una lectura fantástica de Felisberto Hernández (1986)
- Sitio a Eros: Quince ensayos literarios (1986)
- La cocina de la escritura (1982)
- La autenticidad de la mujer en el arte

### Poesía
- Fisuras (2006)
- Duelo del lenguaje/Language Duel (2003)
- Antología Personal: 1992-1976 (1994)
- Las dos Venecias. Poemas y cuentos (1992)
- Fábulas de la Garza Desangrada (1982)